# Stazione di Tradate-Abbiate Guazzone
Stazione di Tradate-Abbiate Guazzone vasútállomás Olaszországban, Lombardia régióban, Tradate településen.

## Vasútvonalak
Az állomást az alábbi vasútvonalak érintik:
- Saronno-Laveno-vasútvonal

## Kapcsolódó állomások
A vasútállomáshoz az alábbi állomások vannak a legközelebb:
- Stazione di Locate Varesino-Carbonate (Stazione di Saronno, Saronno-Laveno-vasútvonal)
- Stazione di Tradate (Stazione di Laveno Mombello Nord, Saronno-Laveno-vasútvonal)